# Callopistria duda
Callopistria duda är en fjärilsart som beskrevs av Embrik Strand 1921. Callopistria duda ingår i släktet Callopistria och familjen nattflyn. Inga underarter finns listade i Catalogue of Life.